# Dilobopterus exaltata
Dilobopterus exaltata är en insektsart som beskrevs av Fabricius 1803. Dilobopterus exaltata ingår i släktet Dilobopterus och familjen dvärgstritar. Inga underarter finns listade i Catalogue of Life.